# Енріке Сілва Сімма
Енріке Сілва Сімма (ісп. Enrique Silva Cimma, 1 листопада 1918, Ікіке, Чилі — 14 липня 2012, Сантьяго, Чилі) — чилійський юрист і державний діяч, міністр закордонних справ Чилі (1990—1994). Почесний президент Соціалістичного Інтернаціоналу. До 1998 року очолював громадську організацію «Марш науки».

## Життєпис
Народився 1 листопада 1918 року у місті Ікіке, Чилі. У 1945 році закінчив юридичний факультет Університету Чилі.
У 1949—1968 рр. — викладав юридичні науки в ряді університетів країни, У 1953—1958 рр. — директор Школи політичних наук і адміністрації, У 1959—1967 рр. — генеральний контролер Чилі, У 1971—1973 рр. — президент Конституційного суду, У 1983 р. — національний секретар Колегії адвокатів Чилі, У 1983 р. — президент Радикальної партії Чилі, член президії Соцінтернаціонала, У 1984 року — голова Демократичної Соціалістичної федерації Чилі, У 1990—1994 рр. — міністр закордонних справ Чилі, У 1998—2006 рр. — сенатор від Республіки Чилі, очолює комісії з прав людини, громадянства, охорони здоров'я, З 1998 року — почесний професор університету Сантьяго, університетів ряду країн Латинської Америки, член ряду академій з соціальних наук.